# Stele (Botanik)
Als Stele (altgriechisch στήλη ‚Säule‘) wird in der Botanik die Gesamtheit des primären Leitgewebes bezeichnet. Es können (nach Strasburger, 35. Auflage) acht Stelentypen unterschieden werden.

## Stelentypen

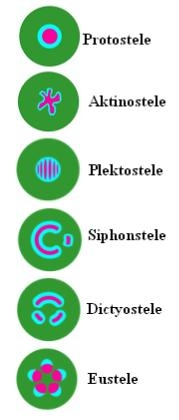
Stelentypen

- Protostele: Die Gesamtheit der Leitungsbahnen beschränkt sich auf ein einzelnes (zentrales) konzentrisches Leitbündel. Es gibt sowohl Formen, bei denen das Xylem außen und das Phloem innen liegt (perixylematisch), als auch andersherum (periphloematisch). Wahrscheinlich ist dies die ursprünglichste Form, sie war typisch für die ersten Landpflanzen (z. B. Urfarne), kommt aber auch heute noch in einigen Jungformen von Farnen vor.
- Aktinostele: Einzelnes zentrales Leitbündel, bei dem das Xylem innen liegt und im Querschnitt sternförmig ist (altgriechisch ακτινοτός ‚von Strahlen umgeben‘). Das Phloem füllt gewissermaßen die 'Strahlzwischenräume' des 'Xylemsterns' aus. Auch sie kam bei Urfarnen vor. Besonders verbreitet ist sie heute bei den Gabelblattgewächsen und den Bärlappgewächsen. Außerdem findet man diesen Typ in Wurzeln in Form der Zentralzylinder.
- Plektostele: (altgriechisch πλεκτός ‚geflochten‘) Wird als Übergangsform zu den nächsten Typen verstanden. Sie besteht (noch) aus einem zentralen ungeteilten Leitgewebestrang, der jedoch (bereits) mehrere voneinander getrennte Xylem- und Phloembereiche aufweist. Dies ist der häufigste Typ bei Bärlappen.
- Polystele: Mehrere konzentrische achsenparallele Leitbündel, die über den gesamten Sprossquerschnitt verteilt sind. Man geht von einer stammesgeschichtlichen Entwicklung aus der Aktinostele durch Zerklüftung aus.
- Siphonostele: Schlauchförmiger Leitbündelstrang (altgriechisch σίφον ‚Schlauch‘), der das Mark umschließt. Es treten an den Ansatzstellen für Blätter begrenzte Lücken im Schlauch auf. Dies ist der Stelentyp einiger Farnfamilien.
- Dictyostele: Der Siphonostele sehr ähnlich. Im Unterschied dazu liegt hier kein geschlossener Schlauch vor, sondern ein schlauchförmiges Netz (altgriechisch δίκτυον ‚Netz‘). Teilweise wird der Begriff Bündelrohr für diesen für die meisten Farne typischen Stelentyp verwendet. Jedes einzelne Leitbündel ist konzentrisch und von einem Perizykel und einer Endodermis umgeben.
- Eustele: Stelentyp der Zweikeimblättrigen. Die kollateralen Leitbündel sind meist zu einem Zylinder verschmolzen (v. a. bei Bäumen) und (nur) durch Holzstrahlen voneinander getrennt. Also entspricht dieser Stelentyp eigentlich einem einzigen konzentrischen Leitbündel (vgl. Protostele) mit eingeschlossenem Mark.
- Ataktostele: (altgriechisch άτακτος ‚ungeordnet‘) Stelentyp bei Einkeimblättrigen. Die geschlossenen kollateralen Leitbündel sind unregelmäßig über den Sprossachsenquerschnitt verteilt (vgl. Polystele), die Xylempole der Leitbündel sind jedoch stets zum Zentrum des Sprossachsenquerschnitts gerichtet. Aus diesem Grund geht man auch hier von einem einzigen konzentrischen Leitbündel als Ausgangsform aus. Dass zum Teil eine stelenumfassende Gewebescheide angedeutet ist, unterstützt diese Annahme.